# Мухаммад Бахтіяр Хілджі
Іхтіар ад-Дін Мухаммад Бахтіяр Хілджі (перс. اختیارالدین محمد بختیار خلجی; д/н—1206) — 1-й мусульманський володар Бенгалії у 1203—1206 роках.

## Життєпис
Походив з тюркського племені Халаджі, клані Хілджі. Не належав до знаті. Народився і виріс у Гармсірі (в районі Гільменду). Поступив на службу до султана Мухаммада Ґорі. Його спочатку призначили деван-і-ардом у Горі. 1193 року опинився в Пенджабі, спробував долучитися до війська султана в складі загону Айбека для походу проти Чаухан, але отримав відмову. В результаті опинився на службі в Маліка Хізбар ад-Діна, який очолював залогу у Бадаюні. Через деякий час він разом з Малік Хусам ад-Діном здійснив похід проти місцевих раджів в долині Гангу (в сучасний Ауд), що продовжували боротьбу після поразки маграджахіраджи Джаячандри, де виявив військові здібності. Хусам надав йому земельний маєток у південно-східній частині сучасного округу Мірзапур. Халджі незабаром закріпився там і здійснив успішні рейди на схід проти окремих залог та загонів Харішчандри.
1200 року захопив регіон Біхар, завдавши поразки військам імперії Сена. При цьому було пограбовано буддистські центри в Одантапурі та Вікрамашілі та знищено великий освітній центр Наланда, що середньовічні мусульманські хроністи дорівнювали до міста. 1203 року вступив у безпосередню боротьбу з магараджахіраджею Лакшманасеною. Швидким ударом Бахтіяр завдав супротивникові поразки, захопив місто і область Набадвіп, а потім зайняв столицю Сени — Лакхнауті. Ворог втік на схід своєї держави.

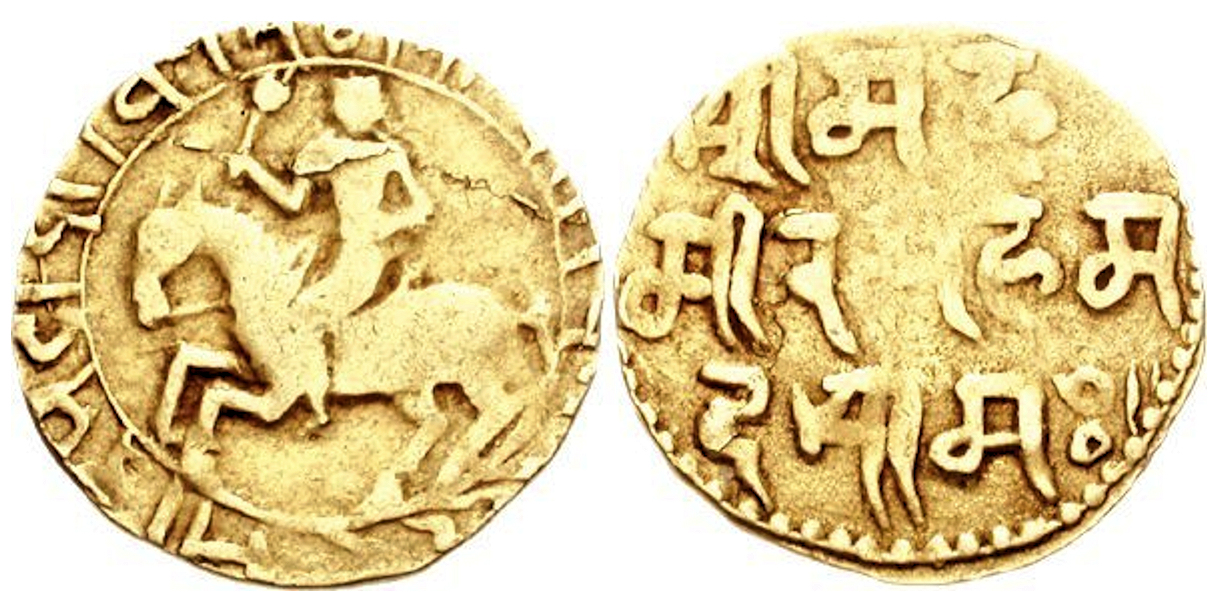
Динар Мухаммада бахтіяра Хілджі

В захоплених володіннях наділив вояків маєтностями, наказавши споруджувати мечеті та медресе, сприяти ісламізації населення. Своєю столицею зробив місто Лакхнауті. Фактично став незалежним володарем, чому сприяла схожа політика іншого гурідського командувача — Айбека в Делі. З 1204 року став карбувати власну золоту монету.

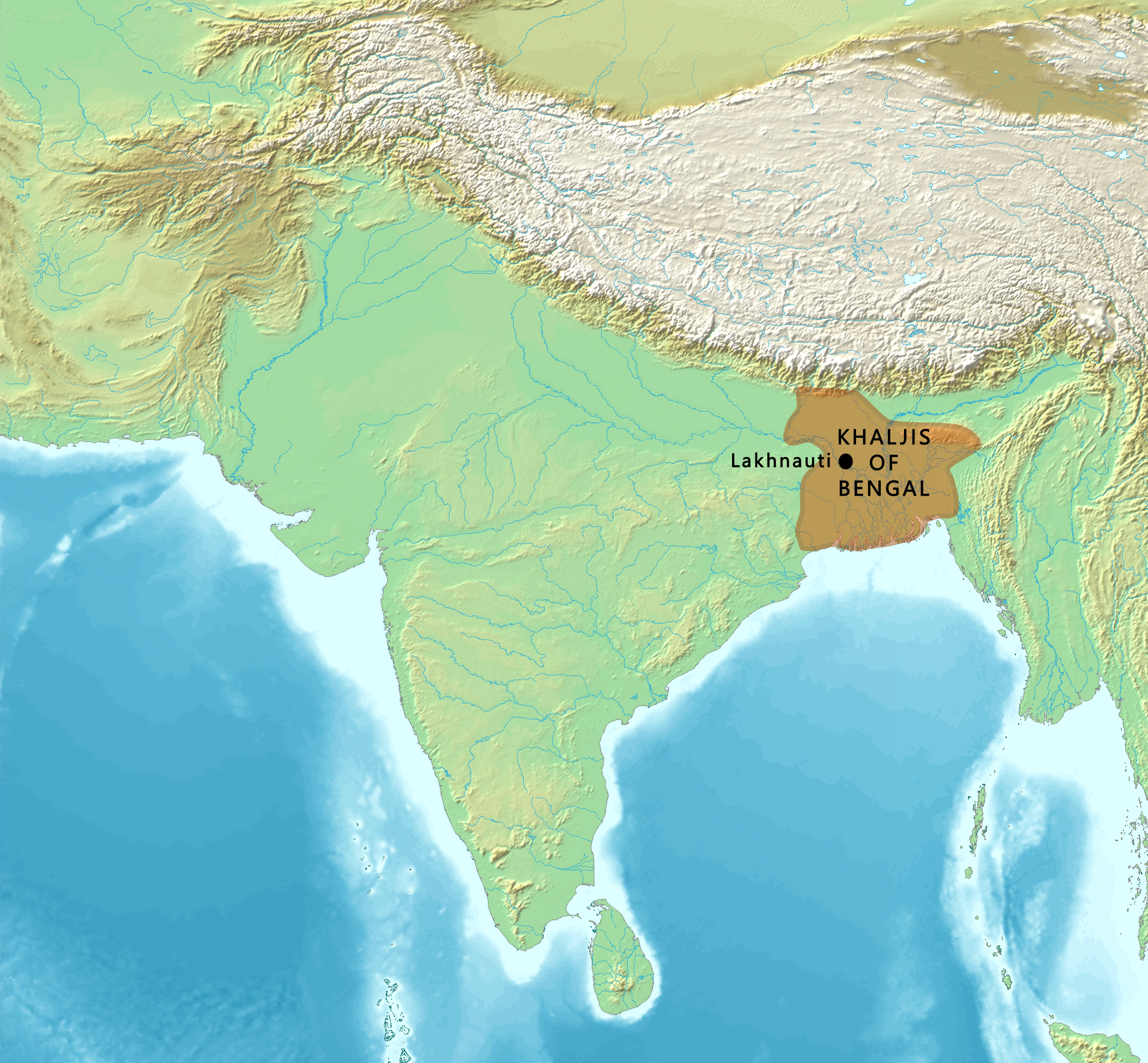
Володіння Мухаммада Бахтіяра Хілджі на момент загибелі

Втім не зміг захопити Східну Бенгалію, де успішно чинив спротив Вішварупсена, син Лакшманасени. Проте вдалося встановити зверхність над племенами Бодо і Меч, які прийняли іслам. 1206 року за підтримки Алі, вождя племені меч, розпочав похід з метою підкорення Тибету, який на той час було поділено на дрібні володіння, але в долині Чумбі зазнав поразки, відступивши до міста Девкот. Тут захворів, чим скористався його родич Алі Мардан Хілджі, який вбив Мухаммада Бахтіяра й захопив владу.

## Зовнішність
Мав низький фізичний зріст, непривітне обличчя та довгі руки нижче колін.